# Hyperomyzus pallidus
Hyperomyzus pallidus är en insektsart som beskrevs av Hille Ris Lambers 1935. Hyperomyzus pallidus ingår i släktet Hyperomyzus och familjen långrörsbladlöss. Arten är reproducerande i Sverige. Inga underarter finns listade i Catalogue of Life.